# Robert Fitzgerald
Robert Fitzgerald   (Minneapolis, 3 d'octubre de 1923 - Luverne, 22 d'abril de 2005) va ser un patinador de velocitat estatunidenc que va competir durant les dècades de 1940 i 1950.
Va prendre part en la Segona Guerra Mundial, on fou llicenciat per les ferides que va patir en un accident d'avió.
El 1948 va prendre part en els Jocs Olímpics d'Hivern de St. Moritz, on disputà dues proves del programa de patinatge de velocitat. En la prova dels 500 metres guanyà la medalla de plata, una medalla que compartí amb Ken Bartholomew i Thomas Byberg, mentre en els 1.500 metres fou vint-i-vuitè. Quatre anys més tard, als Jocs d'Oslo, fou quinzè en els 500 metres. No guanyà cap campionat estatunidenc, però sí un d'Amèrica del Nord el 1946.